# Ad hoc поліморфізм
Ad hoc поліморфізм — один із видів поліморфізму у програмуванні, коли функції з однаковою назвою реалізовують схожу логіку для різних типів вхідних параметрів.
Ad hoc поліморфізм підтримується у багатьох мовах через перевантаження функцій та перевантаження операторів.
Термін ad hoc використовується, щоб відрізнити цей вид поліморфізму від параметричного поліморфізму, у якому логіка функції пишеться тільки один раз і без знання типів, які будуть із нею використовуватись.
Ad hoc поліморфізм може доповнювати параметричний поліморфізм, коли для деяких типів потрібна окрема реалізація. Це допомагає вирішити проблеми загального алгоритму, але може порушити узгодженість коду.
В С++ така суміш можлива при
- спеціалізації шаблону функції чи класу,
- частковій спеціалізації шаблону класу.